# Hundsjön (Gideå socken, Ångermanland)
Hundsjön är en sjö i Örnsköldsviks kommun i Ångermanland och ingår i Husåns huvudavrinningsområde. Sjön är 22,5 meter djup, har en yta på 0,788 kvadratkilometer och är belägen 129 meter över havet.

## Delavrinningsområde
Hundsjön ingår i det delavrinningsområde (705333-165863) som SMHI kallar för Mynnar i Flisbäcken. Medelhöjden är 190 meter över havet och ytan är 10,57 kvadratkilometer. Det finns inga avrinningsområden uppströms utan avrinningsområdet är högsta punkten. Vattendraget som avvattnar avrinningsområdet har biflödesordning 3, vilket innebär att vattnet flödar genom totalt 3 vattendrag innan det når havet efter 31 kilometer. Avrinningsområdet består mestadels av skog (67 procent). Avrinningsområdet har 0,77 kvadratkilometer vattenytor vilket ger det en sjöprocent på 7,3 procent.